# Regatul Germaniei
Termenii Regatul Germaniei sau Regatul German (latină Regnum Teutonicorum, „Regatul germanilor”, Regnum Teutonicum, „Regatul german”, Regnum Alamanie, „Regatul alemanilor") se referă la regatul Franciei Răsăritene vorbitor în cea mai mare parte de limbi germanice, care a fost format ca rezultat al Tratatului de la Verdun din 843, mai ales după ce regatul a trecut de la regii franci la dinastia saxonă ottoniană în 919. Regele a fost ales, inițial, de către conducătorii ducatelor germane de origine, care au ales în general unul dintre ai lor. După 962, când Otto I a fost încoronat împărat, Francia de Est a format cea mai mare parte a Sfântului Imperiu Roman, care a inclus și Regatul Italiei și, după 1032, Regatul Burgundiei.